# تایمز مانیل
تایمز مانیل (انگلیسی: The Manila Times) قدیمی‌ترین روزنامه موجود به زبان انگلیسی در  فیلیپین است.